# Desire (album)
Desire – debiutancki album polskiej grupy muzycznej Firebirds, wydany 15 maja 1995 roku nakładem krakowskiego wydawnictwa muzycznego Music Corner. Album zawiera 12 premierowych kompozycji zespołu, w większości śpiewanych w języku angielskim.
W nagraniach albumu gościnnie udział wziął Andrzej Smolik, grając na instrumentach klawiszowych.

## Lista utworów
Opracowano na podstawie materiału źródłowego.
1. „Desire”
2. „Kiedy czekam”
3. „Pedigree of Honey”
4. „Joke”
5. „Kiedy umieram”
6. „Złe wspomnienia”
7. „Prywatka”
8. „Wishes”
9. „She”
10. „Abigail”
11. „In the Garden”
12. „Night Walking”